# Spilleren
Spilleren (russisk: Игрокъ; moderne stavning  Игрок, Igrok) er en kort roman fra (1866) af Fjodor Mikhajlovitj Dostojevskij, der selv var en lidenskabelig hasardspiller. Dostojevskij er en af verdenslitteraturens største skildrere af ekstreme tilstande i menneskesindet, så han havde alle forudsætninger for at skrive noget af det bedste, der nogensinde er skrevet om ludomani.
| Bog | Spire Denne artikel om bøger og tidsskrifter er en spire som bør udbygges. Du er velkommen til at hjælpe Wikipedia ved at udvide den. |